# Mirak (fusée)
Pour les articles homonymes, voir Mirak.
Mirak (diminutif de Minimumsrakete, ou fusée minimum) fut l'une des premières fusées à carburant liquide. Plusieurs modèles furent conçus et lancés par certains membres de la Verein für Raumschiffahrt (ou VfR, pour Société pour la navigation dans l'espace) allemande au début des années 1930.
Les Mirak étaient des fusées à traction avant : le moteur se trouvait en haut de la fusée et les réservoirs en bas (les concepteurs de telles fusées pensaient qu'elles seraient plus stable).
La première Mirak pesait 20 kg, avait un diamètre de 10 centimètres et une hauteur de 3,5 mètres. Elle fut lancée une centaine de fois, à partir d'août 1930, à la ferme des grands-parents de Klaus Riedel. Sa trajectoire se montrait souvent totalement aléatoire. Ces vols permirent cependant de grands progrès dans la conception des moteurs à ergols liquides (oxygène liquide et essence). Ils furent interrompus en septembre 1930 lors de l'explosion du moteur.
La fusée Mirak devait évoluer (tout en gardant la même architecture, à savoir le moteur en haut) et prendre l'appellation de Mirak II ; elle atteignit 1 000 m d'altitude. Par la suite, la Mirak III (oxygène liquide et alcool) atteindra 4000 m d'altitude,.